# Seznam belgijskih matematikov
Seznam belgijskih matematikov.

## A
- Francois d'Aguilon (1567 – 1617)

## B
- Jean Bourgain (1954 –)  1994

## C
- Eugène Charles Catalan (1814 – 1894)

## D
- Victor D'Hondt (1841 – 1901)
- Pierre Deligne (1944 –)  1978
- Jan Denef (1951 –)
- Théophile Ernest de Donder (1872 – 1957)

## F
- Jean-Charles de la Faille (1866 – 1962)

## K
- Niky Kamran (1959 –)

## L
- Charles-Jean de La Vallée Poussin (1866 – 1962)
- Michael Florent van Langren (1598 – 1675)
- Georges Lemaître (1894 – 1966)
- Constantin Le Paige

## M
- Charles Malapert (1581 – 1630)

## Q
- Lambert Adolphe Jacques Quételet (1796 – 1874)

## R
- Joachim Sterck van Ringelbergh (1499 – 1556)
- Adriaan van Roomen (1561 – 1615)

## S
- Grégoire de Saint-Vincent (1584 – 1667)
- Alphonse Antonio de Sarasa (1618 – 1667)
- Johannes Stadius (~1527 – 1579)
- Simon Stevin (1548/9 – 1620)

## T
- André Tacquet (1612 – 1660)
- Joseph Tilly (1837 – 1906)
- Jacques Tits (1930 – 2021)

## V
- Pierre François Verhulst (1804 – 1849)